# Regeringen Ullsten
Regeringen Ullsten var Sveriges regering fra 18. oktober 1978 til 12. oktober 1979. Det var en mindretalsregering og en etpartiregering, der baserede sig på Folkpartiet. Dermed var den Sveriges første rene liberale regering siden 1932.
Regeringen kom til magten, da Regeringen Fälldin I faldt i oktober 1978 på grund af uenighed om atomkraft. Efter rigsdagsvalget den 10. september 1979 blev regeringen afløst af Regeringen Fälldin II, der bestod af Centerpartiet, Moderaterne og Folkpartiet.

## Markante ministre
Ola Ullsten var statsminister.
Hans Blix var udenrigsminister. Han blev senere formand for Det Internationale Atomenergiagentur. I januar 2000 – juni 2003 var han leder af FN's våbeninspektører forud for Irakkrigen.

## Markante statssekretærer
Folkpartiets senere partileder Bengt Westerberg var statssekretær for Industridepartementet. 